# Torsten Jurell
Torsten Harald Jurell, född 2 februari 1951 i Mölnlycke, är en svensk målare, skulptör och grafiker. Han är bosatt i Stockholm och sedan 2007 även baserad i Kina. 
Jurell fick Bildkonstnärsfondens femåriga arbetsstipendium 2017 och har mottagit kulturpriser av LO, Svenska metallindustriarbetareförbundet, TCO och Kommunal.

## Biografi
Jurell studererade på KV konstskola 1969–1971 samt Akademin Valand och Konsthögskolan i Stockholm 1971–1976 och arbetade under studietiden som teatermålare och scenarbetare på Göteborgs stadsteater Han har också utfört scenografiuppdrag på Riksteatern och Fria Proteatern. 
År 1981 flyttade han till Stockholm där de första relieferna kom till och skulpterandet blev en väsentlig del av konstnärskapet. Han gjorde reliefsviten Herr K-En Passionshistoria i slutet av 1980-talet som ställdes ut på Svenska kulturhuset i Paris samt deltog i ett 20-tal utställningar i Frankrike.
År 1996 ställde Jurell ut i konsthallen 141:an i Göteborg och samma år inbjöds han till en workshop i Kapstaden där han gjorde Hyllning till alla Vattenbärerskor vars största skulptur ställdes ut i danskompaniet E.L.D.s lokal i Stockholm. Han bjöds också in till en separatutställning i Galleri 5 på Kulturhuset, Stockholm.

### Karriär i utlandet
Jurell gjorde sin första resa till Mexiko år 2000 och året efter  ställde han ut i Svenske FN-ambassadörens residens i New York. Hans planerade flytt till New York inställdes dock efter 11 september-attackerna mot World Trade Center. Han återvände till 
Mexiko 2002 och inledde arbetet med Tre Vilsna Conquistadorer möter Maya. 2003 deltog Torsten Jurell i utställningen Kriget som Teater på Aliasteatern i Stockholm och visade Tricket – The Trick! som inspirerats av Mästaren och Margarita av Michail Bulgakov, i Göteborg året efter. 
År 2006 arbetade Jurell tillsammans med kinesiska konstnärer i Orsa och inledde arbetet med skulpturgruppen Flickorna i Calais. Han hyrde ateljé i Peking och utgav en skrift om verket på kinesiska, engelska och svenska samt inledde ett samarbete med konstnärer på andra kontinenter.
Under sin tid som projektelev på Konsthögskolan i Stockholm år 2008 genomförde Jurell tre utställningar med namnet inFORMATION 1-3. Han deltog också i flera internationella samlingsutställningar med samtidskonst och ställde ut i grupp- och separatutställningar i Peking där han hyrt en ateljé. De 27 grafiska bladen om den Kärlekssökande Kackerlacksflickan ställdes ut i Peking året efter.
Från 2010 hyrde Jurell åter ateljé i Peking och deltog i separatutställningar både där och på Östasiatiska museet i Stockholm samt började arbeta med skulpturer i porslin.
År 2012 bjöds han in till två  utställningar på Röhsska museet och året efter skapade han en digitalt styrd, mekanisk marionetteater på Kungliga Konsthögskolan. Hans utställning "Narrstreck i Månsken" på Röhsska museet 2014 öppnades av Henning Mankell. 
Från 2015 arbetade Jurell åter i Peking, där han ställde ut på CAFA Art Museum, 中央美术学院 som köpte 13 av hans skulpturer till sin samling av internationell samtidskonst. År 2017 deltog han i utställningen "Readdy for the Stage #1" på Arp Museum Bahnhof i Rolandseck i Tyskland, tillsammans med bland andra Nadja Schöllhammer, Markus Lüpertz, Alexandra Hopf, Leiko Ikemura, Bill Viola, Arnulf Rainer, Claus Richter, Irmel Droese, Marcel Dzama och Marvin Gaye Chetwyn.
År 2019 skapade han en stor markmosaik i glaserat porslin med väggreliefer i porslin och neon i Mölndal och sålde ett stort antal reliefer till Västanå teater.